# Les Poissons rouges (Matisse)
Pour les articles homonymes, voir Les Poissons rouges.
Les Poissons rouges est un tableau réalisé par le peintre français Henri Matisse en 1912 à Issy-les-Moulineaux, en région parisienne. Cette huile sur toile est une nature morte qui représente quatre poissons rouges dans un bocal cylindrique sur une table ronde au milieu de plantes. Acquise par Sergueï Chtchoukine l'année de sa création, cette œuvre est aujourd'hui conservée au musée des Beaux-Arts Pouchkine, à Moscou. 